# Jules Lemaître
François Élie Jules Lemaître (ur. 27 kwietnia 1853 w Vennecy, zm. 4 lub 5 sierpnia 1914 w Tavers) – francuski krytyk literacki i dramaturg.
Pisał recenzje teatralne i felietony literackie w „Journal des Débats” i „Revue des Deux Mondes”. Jego szkice literackie zostały zebrane w 7 tomach pod tytułem Les Contemporains (1886–1899), recenzje teatralne zaś w 10 tomach Impressions de Théàtre (1888–1898). W 1883 został mianowany profesorem na Uniwersytecie w Grenoble, ale rok później zrezygnował, aby poświęcić się krytyce literackiej.
W Polsce wydano jego powieść Królowie (Kraków, 1893) oraz szkic Jan Jakób Rousseau (Kraków, Warszawa 1910, tłum. Stanisława Turowskiego i Kazimierza Woźnickiego).
Jego szkice poświęcone współczesnym pisarzom oceniane były jako wnikliwe i oryginalne. W 1895 roku Lemaître został członkiem Akademii Francuskiej (fotel 20).
Oficer Legii Honorowej.

## Wybrane utwory
- Les Médaillons, poezje (1880)
- Petites orientales, poezje (1883)
- Révoltée, dramat (1889)
- La Massiere, dramat (1905)
- Bertrade, dramat (1906)